# Actinocerida
Ascocerida — вимерлий ряд головоногих молюсків підкласу Orthoceratoidea, що існував в ордовицькому, силурійському та девонському періодах. Рідкісні зразки відомі до середини карбону. Викопні рештки представників ряду знайдені по всій північній півкулі.

## Опис
Actinocerida мали довгі прямі раковини з широким сифоном. Сифон мав дуже складну внутрішню будову і розвинені внутрішньосифонні відкладення. Ймовірно, що ці відкладення були потрібні для підтримки горизонтального положення раковини. Були близькі до ряду Orthocerida. Судячи з нечисленних відбитків на скам'янілому мулі, мали 10 щупалець приблизно однакового розміру. Були активними хижаками, добре плавали.

## Родини
- Georginidae, Wade 1977
- Wutinoceratidae, Shimazu and Obata, 1938
- Polydesmiidae, Kobayashi 1940
- Actinoceratidae, Seamann 1853
- Lambeoceratidae
- Huroniidae
- Armenoceratidae, Troedsson 1926
- Gonioceratidae
- Ormoceratidae, Seamann 1853